# Melissa Hill
Melissa Hill (San Francisco, California; 8 de enero de 1970) es una actriz pornográfica estadounidense.
Antes de entrar en la industria del porno, Hill creció y vivió, junto con sus tres hermanas mayores en San Francisco y después se mudaron a San Antonio (Texas). Fue bailarina y profesora de ballet, que practicó durante diecisiete años.
En 1993, participó en sus primeras películas porno de la mano de Kaitlyn Hill, con quién realizó sus primeras escenas lésbicas.